# 知識新天地
《知識新天地》（英語：Knowledge for All）是香港都會大學製作的電視節目，並由香港的免費電視台播放。電視作為香港大眾吸收新知及增進學識的主要途徑，香港公開進修學院（香港都會大學前身）自1989年成立以來即已製作電視資訊節目，在1989年推出初期名為《進修天地》，後來以《進修新天地》之名繼續播出，為推廣「知識全民共享」的理念，2018年9月2日起更名為《知識新天地》（英語：Knowledge for All）。節目的內容涵蓋語言與文學、歷史與文化、家庭及兒童發展、社會科學、醫療保健、教育、金融與投資、市場學與管理學、企業管治、科學與科技，以及電腦與資訊科技等多個範疇。

## 進修天地
香港都會大學前稱為香港公開進修學院，於1989年由港英政府成立。為推廣教育及進修以提升香港的整體教育水平，香港公開進修學院在成立初期已開始製作電視資訊節目《進修天地》。由於學院在當時仍處於起始階段，尚未有自行製作電視節目的經驗，於是除了向英國公開大學引入資訊片段作為電視節目的基礎外，也與已有多年製作香港教育電視經驗的香港電台電視部合作，共同製作《進修天地》的第一輯，節目還得到香港電訊的贊助，第一輯《進修天地》於1989年10月15日在亞洲電視國際台上午8時首播，共有三個各長約25分鐘的環節，提供數學及科學的資訊。

## 節目環節
「公大講堂」名人演講系列是《知識新天地》從2015年10月起加入的新環節，由香港公開大學（香港都會大學前身）邀請多位大師級學者專家、知名人士，到該大學演講廳就不同話題主講，主題包括香港歷史、中國文化、新聞時事和健康保健等。 諾貝爾文學獎得主莫言到訪香港都會大學出席公大文學論壇的演說，也在《知識新天地》中播放。

## 傳媒合作
《知識新天地》雖然是香港都會大學製作的電視節目，但利用大氣電波廣播電視節目，就一直需要與本地免費電視台進行合作。無綫電視是香港都會大學播放《知識新天地》的最主要合作機構。2015年10月14日，無綫電視助理總經理杜之克，香港小姐麥明詩及郭嘉文、演員翟威廉與何基佑，蒞臨香港公開大學出席新一輯《進修新天地》的啟動儀式。

## 播放時間
由2015年10月起，新一輯《進修新天地》每逢星期日於無綫電視明珠台播放。播放時間為早上9時至下午1時，每周四小時的節目，一般分為4節至6節涵蓋不同的課題。另外，樂視網設有專屬頻道（Ch.620）提供節目重溫。

## 外部連結
- 進修新天地 （页面存档备份，存于）